# Dunga
Dunga (* 31. Oktober 1963 in Ijuí, Bundesstaat Rio Grande do Sul; bürgerlich Carlos Caetano Bledorn Verri, auch bekannt als Carlos Dunga) ist ein brasilianischer Fußballtrainer und war in seiner vorhergehenden Laufbahn als Fußballspieler Kapitän der brasilianischen Fußballnationalmannschaft, die 1994 Weltmeister und 1998 Vizeweltmeister wurde. Mit SC Internacional und CR Vasco da Gama gewann er mehrere regionale Staatsmeisterschaften. Ende der 1980er bis Mitte der 1990er Jahre spielte Dunga in Italien u. a. für die AC Florenz und in Deutschland für den VfB Stuttgart.
Als Trainer gewann er mit Brasilien die Copa América 2007 und den Konföderationen-Pokal 2009. Bei der Fußball-Weltmeisterschaft 2010 schied Dunga mit der Nationalmannschaft im Viertelfinale aus und verfehlte damit das Ziel, den Titelgewinn, deutlich, woraufhin er zurücktrat. Von 2014 bis 2016 war er zum zweiten Mal Trainer der Seleção.
Seinen Spitznamen „Dunga“ erhielt er von seinem Onkel nach dem Zwerg Dunga, einem der sieben Zwerge aus der portugiesischen Version des Märchens Schneewittchen der Brüder Grimm. In Brasilien nennt man ihn zudem „o alemão“ (den Deutschen). Er hat italienische Vorfahren und eine deutsche Großmutter.

## Spielerlaufbahn

### Verein
Dunga begann seine Fußballer-Karriere als defensiver Mittelfeldspieler bei SC Internacional. Mit Internacional gewann er die Staatsmeisterschaft von Rio Grande do Sul von 1982 bis 1984 drei Mal in Folge, bevor er zu SC Corinthians wechselte. Über den FC Santos kam er zum CR Vasco da Gama und gewann 1987 mit der Mannschaft die Staatsmeisterschaft von Rio de Janeiro. 1987 wechselte er nach Italien zum Aufsteiger in die Serie A, Pisa Calcio. Nach dem Erreichen des Klassenerhalts mit Pisa schloss er sich im darauf folgenden Jahr dem AC Florenz an, für den er bis 1992 spielte und in der Saison 1989/90 ins UEFA-Pokalfinale einzog.
In der Saison 1992/93 spielte er für ein Jahr bei Pescara Calcio, bevor der VfB Stuttgart den damals 29-jährigen Dunga im Sommer 1993 für vier Millionen Mark vom italienischen Erstligaabsteiger verpflichtete. Der brasilianische Nationalspieler sollte den Schwaben die Rückkehr ins internationale Geschäft ermöglichen, was jedoch nicht gelang. Nach den Plätzen sieben und zwölf sowie 53 Bundesligaspielen, in denen er für den VfB sieben Tore schoss, wechselte er im Sommer 1995 für zwei Millionen Mark Ablöse in die japanische J. League zu Júbilo Iwata. Mit Júbilo Iwata holte Dunga 1997 seinen ersten und einzigen nationalen Meistertitel in seiner Karriere. Von 1999 bis 2000 ließ er seine aktive Laufbahn bei seinem Stammverein Internacional Porto Alegre in Brasilien ausklingen.

### Nationalmannschaft
Seine internationale Karriere begann 1983 bei der U20-Weltmeisterschaft in Mexiko. Brasilien wurde mit Dunga als Kapitän Juniorenweltmeister durch ein 1:0 gegen Argentinien im Finale vor 110.000 Zuschauern im Aztekenstadion von Mexiko-Stadt. Ein Jahr später gewann Dunga mit der brasilianischen Olympiaauswahl die Silbermedaille bei den Olympischen Spielen in Los Angeles. Danach wurde er in die brasilianische A-Nationalmannschaft berufen. Mit der Nationalmannschaft gewann er die Copa América 1989 und nahm an der Weltmeisterschaft 1990 in Italien teil, wo er mit seinem nüchternen und ergebnisorientierten Fußball in der Heimat als einer der Hauptsündenböcke nach dem Achtelfinal-Aus gegen Argentinien angesehen wurde.
Als Dunga nach dem Aus der WM 1990 zunächst nicht mehr für die brasilianische Nationalmannschaft nominiert wurde, holte ihn Carlos Alberto Parreira im Vorfeld der Weltmeisterschaft 1994 wieder zurück in die Seleção. Bei den Titelkämpfen in den USA war er Kapitän der Mannschaft, die 24 Jahre nach dem letzten Triumph die vierte Weltmeisterschaft für Brasilien gewann. 1997 gewann er mit der brasilianischen Nationalmannschaft das zweite Mal die Copa América. Ein Jahr später spielte er bei der WM 1998 in Frankreich seine dritte Weltmeisterschaft. An der Seite seines langjährigen Weggefährten Taffarel zog Dunga erneut ins Endspiel ein. Nach insgesamt 91 absolvierten Länderspielen und sechs Toren für Brasilien beendete er mit dem 0:3 im Endspiel gegen Gastgeber Frankreich seine Karriere in der Seleção.

## Trainerlaufbahn
Dunga wurde am 24. Juli 2006 Trainer der brasilianischen Nationalmannschaft. Er trat damit – ohne jede Trainererfahrung – die Nachfolge des nach dem enttäuschenden Abschneidens des brasilianischen Teams bei der Fußball-Weltmeisterschaft 2006 zurückgetretenen Carlos Alberto Parreira an. Sein Debüt als Trainer der Seleção hatte er am 16. August beim Freundschaftsspiel gegen Norwegen in Oslo, das mit einem 1:1-Unentschieden endete. Im Jahr 2007 verteidigte die brasilianische Mannschaft die zwei Jahre zuvor gewonnene Copa América. Nach einem 6:1-Viertelfinalsieg über Chile erreichte die Seleção das Endspiel durch einen Sieg nach Elfmeterschießen gegen Uruguay. Dort setzten sich die Brasilianer mit 3:0 gegen den Erzrivalen Argentinien durch. Bei den Olympischen Spielen 2008 in Peking konnten sich die Argentinier im Halbfinale revanchieren und die von Dunga betreute brasilianische Olympiamannschaft, in der mehrere A-Nationalspieler standen, mit 3:0 besiegen. Für Brasilien reichte es zur Bronzemedaille.

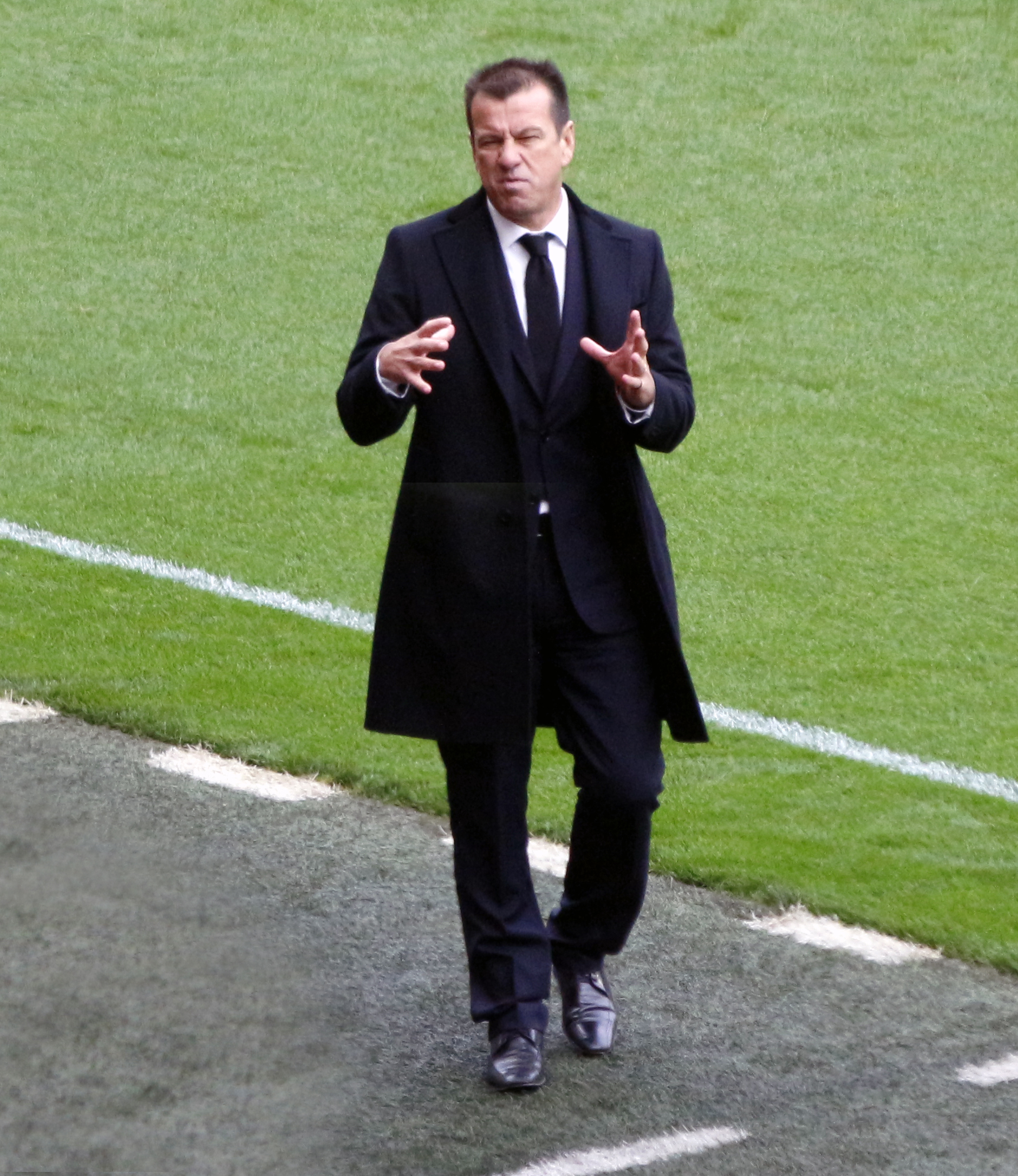
Dunga beim WM-Qualifikationsspiel Brasiliens gegen Chile im November 2015

Als Gewinner der Copa América qualifizierte sich die brasilianische Nationalmannschaft für den FIFA-Konföderationen-Pokal 2009, das nach einem 3:2 im Finale gegen die Vereinigten Staaten gewonnen wurde. Nachdem die Seleção bei der Fußball-Weltmeisterschaft 2010 in der Vorrunde die ursprünglich zum Favoritenkreis gezählte Mannschaft Portugals auf den zweiten Platz verwiesen und im Achtelfinale Chile besiegt hatte, scheiterte die Mannschaft Dungas aber im Viertelfinale mit einer 1:2-Niederlage an den Niederlanden. Unmittelbar nach dem Spiel trat er vom Amt des Nationaltrainers zurück, die Trennung wurde am 4. Juli 2010 vom brasilianischen Fußballverband bestätigt.
Dunga hatte in der Nationalmannschaft einen neuen Stil hin zu einem kontrollierten, effizienten Spiel und damit eine Abkehr von der traditionell rein offensiv ausgerichteten Spielweise verfolgt. Ebenso war die fußballerisch schön anzusehende, aber nicht immer ergebnisorientierte Spielweise in den Hintergrund getreten. Dazu hatte Dunga auch auf Stars wie Ronaldo, Ronaldinho, Alexandre Pato und Adriano verzichtet. Diese Neuausrichtung war in der brasilianischen Öffentlichkeit auf große Kritik gestoßen.
Von Dezember 2012 bis Oktober 2013 trainierte er seinen ehemaligen Verein SC Internacional. Seinen ersten Vereinstitel gewann er im Mai 2013 mit der Staatsmeisterschaft von Rio Grande do Sul (Finale 2:1 gegen Juventude). Im Oktober desselben Jahres wurde er nach einer Serie von Niederlagen entlassen. Ende Juli 2014 wurde Dunga zum zweiten Mal Trainer der Seleção als Nachfolger von Felipe Scolari. Bei der Copa América 2015 in Chile errang Brasilien den Gruppensieg und schied im Viertelfinale nach Elfmeterschießen gegen Paraguay aus. Im Mai 2015 übernahm er auch wieder die Verantwortung für die Vorbereitung der Olympiamannschaft, deren Ziel es war, bei den Olympischen Spielen 2016 in Rio de Janeiro erstmals die Goldmedaille zu gewinnen. Nach dem Ausscheiden nach der Gruppenphase der Copa América Centenario 2016 wurde er vom brasilianischen Fußballverband entlassen. Im Turnier von Rio wurde die schließlich siegreiche Mannschaft von Rogério Micale betreut.

## Erfolge

### Als Spieler
- Weltmeister 1994
- Vize-Weltmeister 1998
- Confederations-Cup-Sieger 1997
- Olympische Silbermedaille 1984
- Copa América: 1989, 1997
- Staatsmeister von Rio Grande do Sul mit Internacional 1982, 1983, 1984
- Staatsmeister von Rio de Janeiro mit Vasco da Gama 1987
- J.-League-Meisterschaft mit Júbilo Iwata 1997

### Als Trainer
Nationalmannschaft
- Copa América: 2007
- Olympische Bronzemedaille 2008
- Confederations-Cup-Sieger 2009

Internacional
- Staatsmeister von Rio Grande do Sul: 2013

## Auszeichnungen
- Einstufung als Weltklasse in der Rangliste des deutschen Fußballs: Sommer 1994
- J. League Fußballer des Jahres 1997